# Le Puits d’Enfer

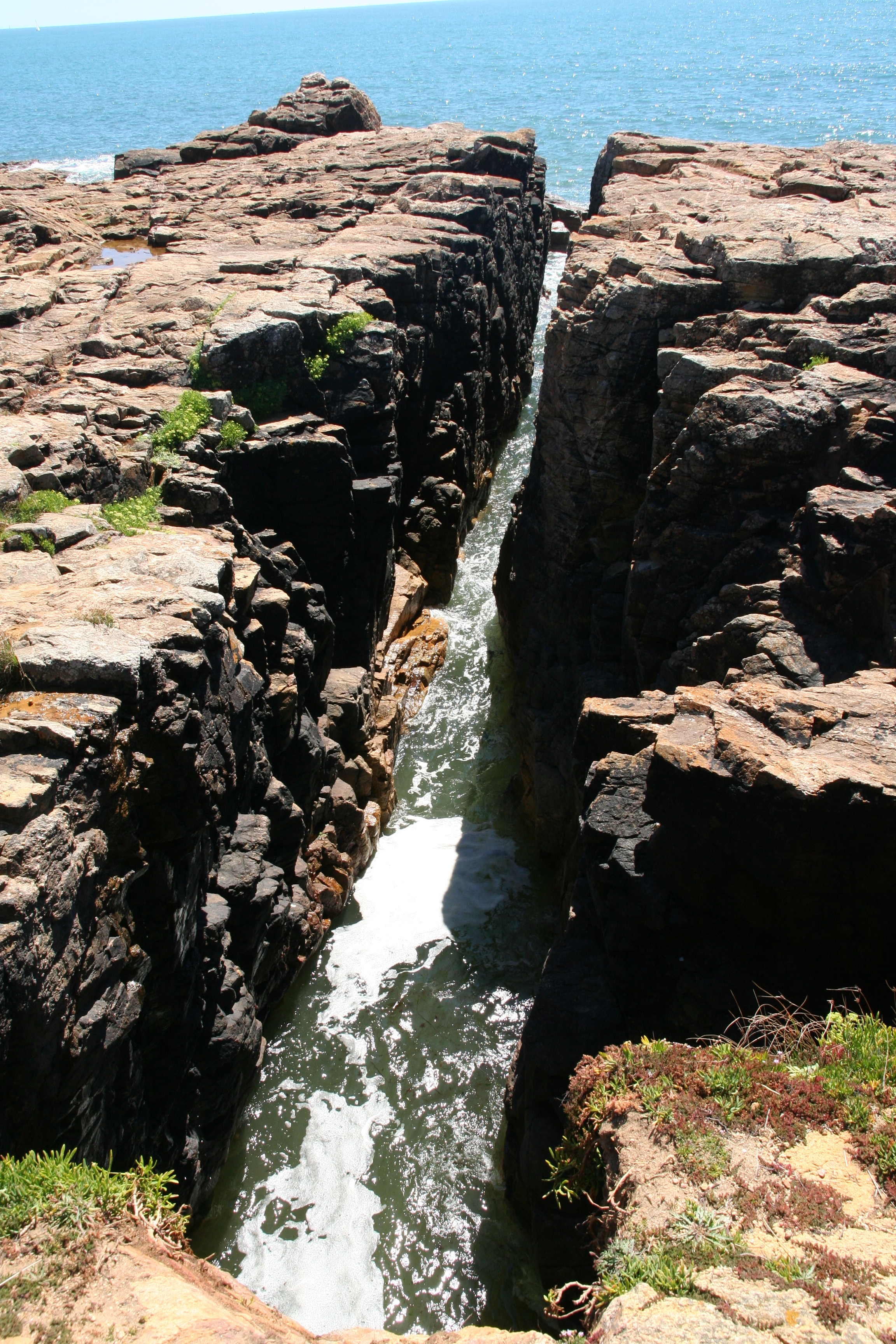
Le Puits d’Enfer

Le Puits d’Enfer (deutsch „Der Brunnen der Hölle“) ist ein Bachlauf, der durch das Haut Val de Sèvre südöstlich von Les Sables-d’Olonne in den Atlantik fließt. Der Wasserlauf dient als Grenze zwischen den Gemeinden Saint-Maixent-l’École und Nanteuil und zwischen Nanteuil und Exireuil im Département Vendée in Frankreich.
Vor der „Kaskade“ befindet sich die Moulin du Puits d’Enfer (deutsch „Mühle des Höllenbrunnens“), in der Nähe eines Wasserreservoirs, wo sich die auch die Bäche Rabané und Renardière treffen.
Sein Name kommt von der Stelle, wo der Bach unmittelbar vor der Mündung ins Meer durch ein etwa 50 Meter tiefes felsiges Tal fließt.

Le Puits d’Enfer
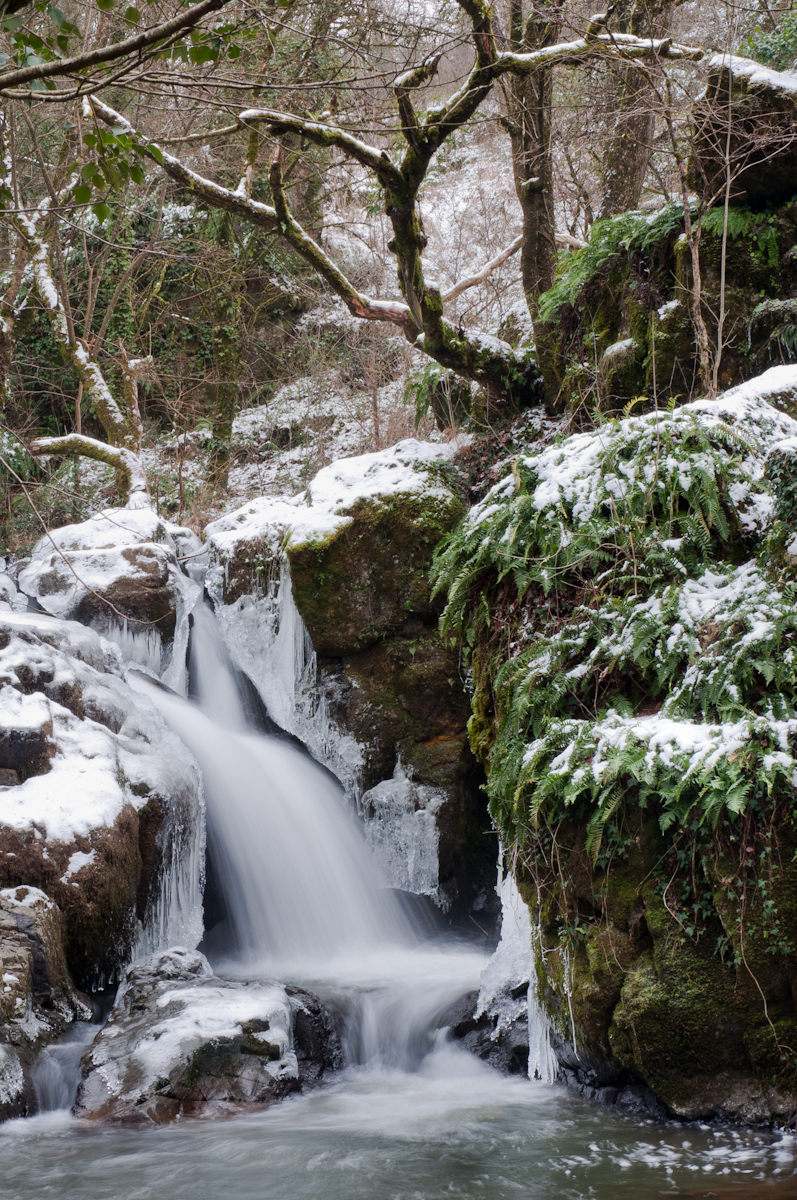
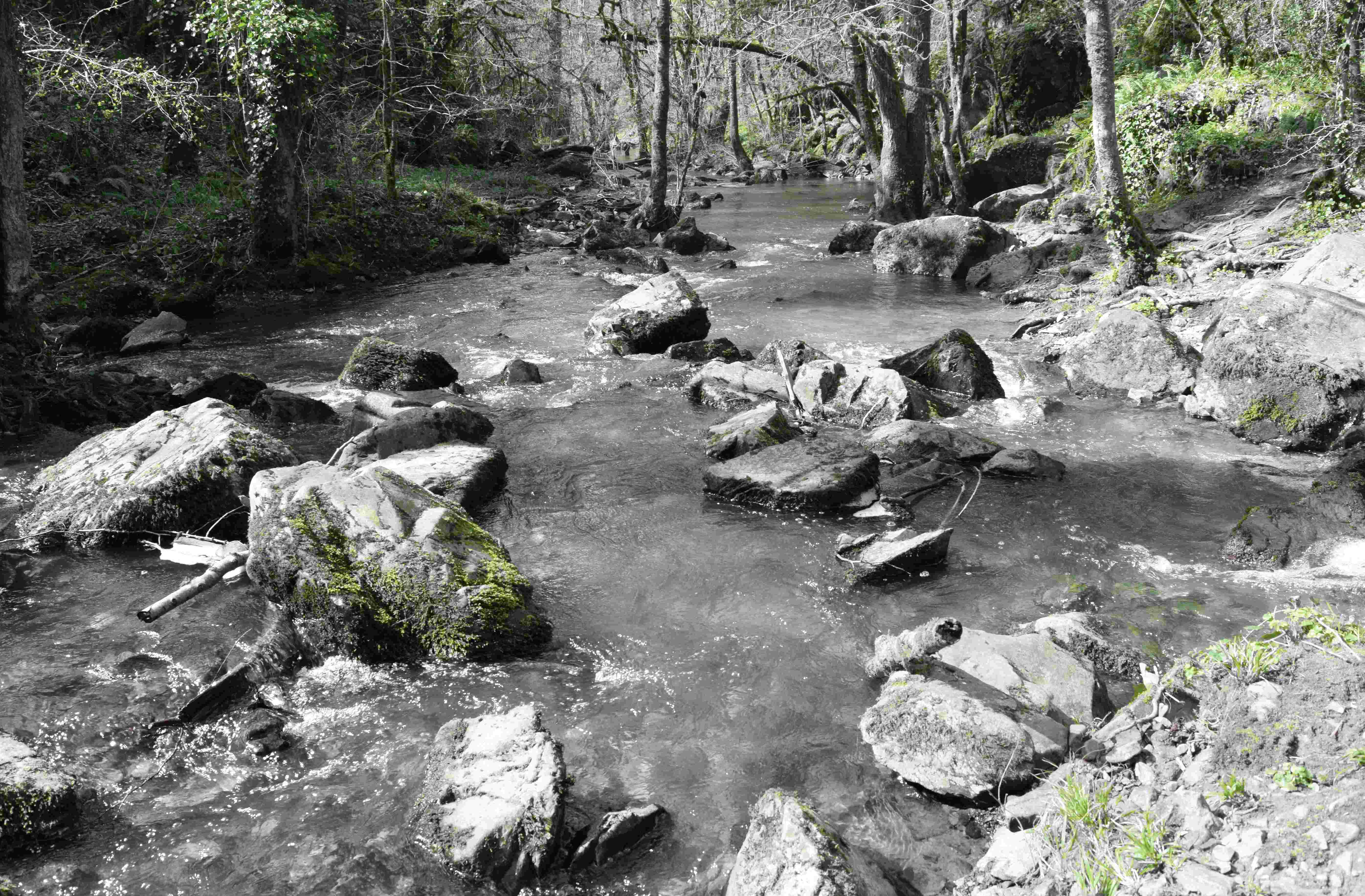
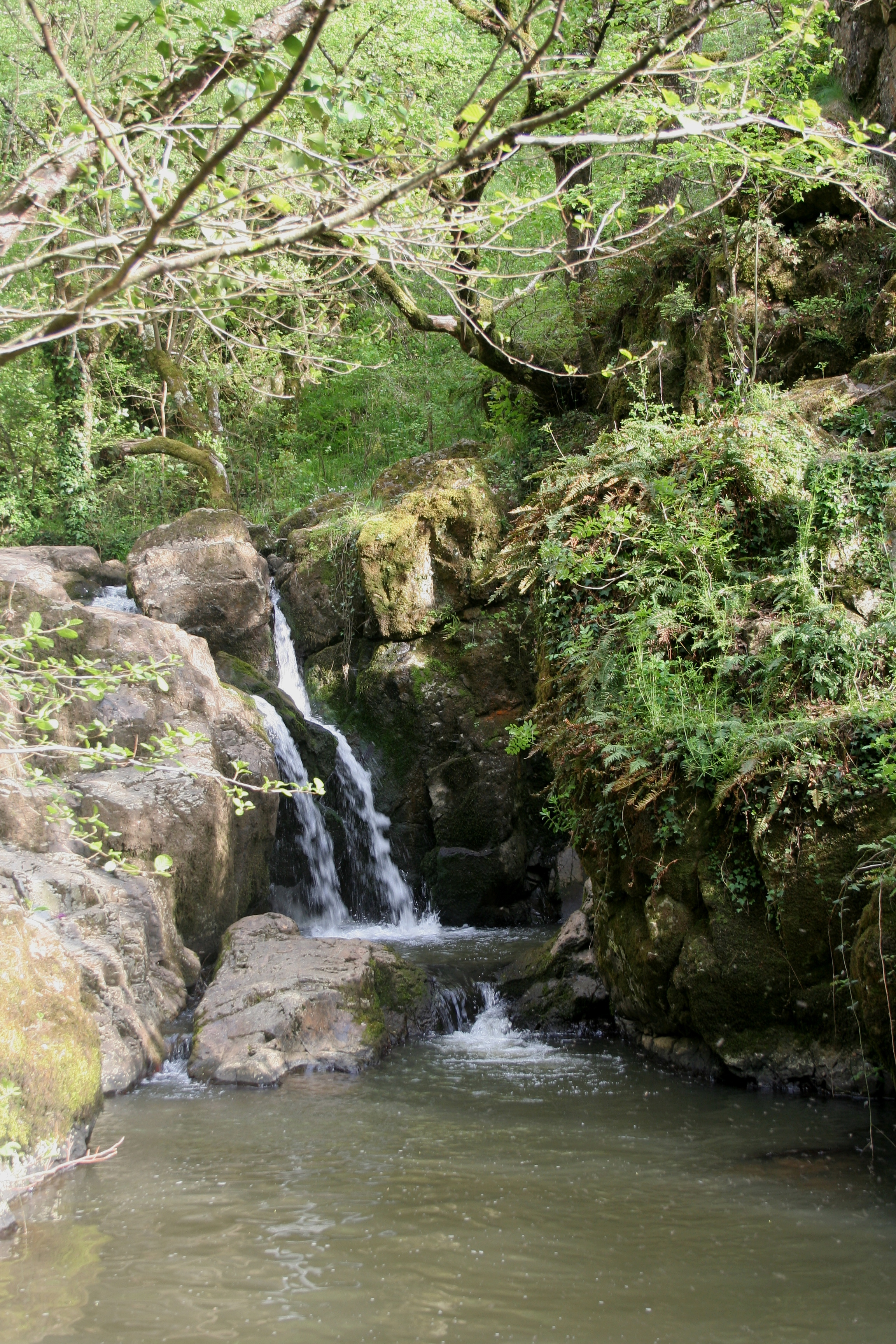